# Ahmad Moshir al-Saltaneh
Ahmad Moshir al-Saltaneh Ahmad Khan (persa: Mirza Ahmad Khan Moshiralsaltalah, Amol 6 de juliol de 1844 - 20 d'abril de 1918) fou una figura nacional i política persa, intervenint dues vegades en el govern del país durant el regnat de Mohammed Ali Xah. De l'octubre de 7 juny de 1908 al 29 d'abril 1909 i abans del 16 setembre 1907 fins 27 octubre de 1907.
Va ser assassinat al carrer el 20 d'abril de 1918.
Tresorer
Ahmad Mushir al-Saltanah va deixar Guilan 1891, i va romandre a Teheran durant tres anys. El 1896 Mushir al-Saltanah va ser nomenat cap del Departament del Tresor succeint, Mohammad Wali Khan Nasr al-Saltanah (Mohammad Wali Khan Sepahsalar) acomiadat del Tresor.
Mirza Ahmad Khan Meshir-al-Saltanah, va treballar en l'administració regional de Mudhàffar-ad-Din Xah Qajar ubicada en Tabriz.